# Cobresol FBC
Club Deportivo Cobresol FBC – peruwiański klub piłkarski z siedzibą w mieście Moquegua.

## Osiągnięcia
- Wicemistrz drugiej ligi (Segunda división peruana): 2009
- Campeonato Región VII: 2008
- Campeonato Departamental de Moquegua: 2008

## Historia
W 2008 roku Edmundo Coayla, Luís Murillo i inni zapragnęli zorganizować zawodowy klub piłkarski w swym mieście. Do idei tej przekonali kierowników klubu Club Deportivo Colegio Tecnico Agropecuario, biorącego udział w lokalnej lidze miasta Moquegua.
Dnia 5 lutego 2008 roku zmieniono nazwę klubu Club Deportivo Colegio Tecnico Agropecuario na Club Deportivo Cobresol FBC. Powołano nowy zarząd klubu w składzie: Luís Murillo Pamo (prezes), Franco Zeballos Zeballos (wiceprezes), Freddy Farfán (skarbnik), Édgar Choque oraz Carlos Calderon.
Klub pod wodzą trenera Luisa Floresa osiągnął zdumiewające sukcesy - w rozgrywkach lokalnych pokonał wielu rywali, w tym faworyzowany Atlético Huracán de Moquegua. Mistrzostwo regionu dało awans do II ligi, w której klub spisał się znakomicie i w 2009 roku zajął drugie miejsce.